# Ratpenat llenguallarg de Woodford
El ratpenat llenguallarg de Woodford (Melonycteris woodfordi) és una espècie de ratpenat de la família dels pteropòdids. Viu a Papua Nova Guinea i Salomó. El seu hàbitat natural són els boscos primaris, tot i que també se'l troba en boscos pertorbats, els jardins i les plantacions de cacau. Es creu que no hi ha amenaces significatives per a la supervivència d'aquesta espècie, tot i que està afectada per la pèrdua d'hàbitat. Conté l'antiga espècie M. aurantius, coneguda amb el nom vulgar de «ratpenat llenguallarg taronja».